# Koenigsegg Gemera
De Koenigsegg Gemera is een plug-in hybride Gran Turismo die wordt gebouwd door de Zweedse autofabrikant Koenigsegg.

## Geschiedenis
Christian von Koenigsegg had reeds in 2003 de ambitie om een auto te bouwen met de prestaties van een tweezits supercar en de praktische eigenschappen van een vierzits coupé met bagageruimte. Uiteindelijk leidde dit 17 jaar later tot de Koenigsegg Gemera, die op 3 maart 2020 online zijn wereldpremière beleefde. De bedoeling was dat de auto zou worden gepresenteerd tijdens de Autosalon van Genève van 2020 maar dit evenement werd geannuleerd vanwege de coronapandemie. Christian von Koenigsegg noemt de Gemera ‘een compleet nieuwe categorie auto’s waar een extreme mega-auto een ruimtelijk interieur combineert met ultieme duurzaamheid.’
In juli 2023 presenteerde Koenigsegg de uiteindelijke productierijpe versie van de Gemera, waarbij met name de aandrijflijnen zijn aangepast ten opzichte van het model uit 2020 en in plaats van één nu twee versies van de Gemera zijn geïntroduceerd.

## Kenmerken
De Gemera is een supersportwagen met vier volwaardige zitplaatsen en een uit koolstofvezel versterkte kunststof opgetrokken monocoque. De auto beschikt over de voor Koenigsegg kenmerkende dihedral synchro-helix-deuren die omhoog schuiven en er ontbreekt een B-stijl tussen de twee zitrijen wat de instap vergemakkelijkt. De Gemera beschikt over torque vectoring, waarmee elk wiel apart aan wordt gestuurd om het vermogen op de gewenste hoek te leveren, vierwielaandrijving en vierwielbesturing.   

### Pre-productieversie 2020
Het aandrijfsysteem van de Gemera bestaat uit drie elektromotoren met een 16 kWh accupakket, waarvan er twee de achterwielen aandrijven en een is gekoppeld aan de voorwielen en gezamenlijk 1.115 pk genereren. Deze werken samen met een 2,0-liter driecilindermotor die door Koenigsegg de naam ‘Tiny Friendly Giant’ heeft gekregen. Deze 609 pk sterke brandstofmotor is gekoppeld aan de voorwielen en heeft twee turbo’s, geen nokkenas en kan zowel benzine als bio-ethanol (E85) verbranden. De Gemera heeft daarmee een gecombineerd vermogen van 1.724 pk en een koppel van 3.500 Nm. Daarmee is de Koenigsegg Gemera in staat om in 1,9 seconden naar 100 km/u te accelereren en een topsnelheid van 400 km/u te bereiken. Het totale wagengewicht van de Gemera bedraagt 1850 kilogram.

### Productieversie 2023
De productieversie van de Gemera wijkt technisch af van de versie die het merk in 2020 presenteerde. De drie elektromotoren zijn vervangen door een nieuwe elektromotor die Koenigsegg de naam 'Dark Matter' heeft gegeven. Deze motor levert 800 pk en 1.250 Nm. De transmissie is gelijk aan die van de Jesko, een negentraps machine die zonder tussenkomst van een vliegwiel aan de rest van de aandrijflijn is gekoppeld en de krachten over alle vier de wielen verdeelt. Gecombineerd met de 2,0-liter driecilindermotor levert de Gemera een vermogen van ruim 1.400 pk en 1.850 Nm. Tevens is de Gemera HV8 gepresenteerd, een sterkere variant waarbij de driecilindermotor is vervangen voor een 5,0-liter V8 met twee turbo's. Hiermee krijgt de HV8 een vermogen van 2.300 pk en 2.750 Nm.

## Productie
De Gemera zou in eerste instantie vanaf 2020 geproduceerd worden in Ängelholm in Zweden met de oplage gelimiteerd tot 300 exemplaren. Bij de presentatie van de productieversie heeft Koenigsegg aangegeven te verwachten voor het einde van 2024 de eerste exemplaren van de productieband te laten rollen.

## Galerij productieversie 2023

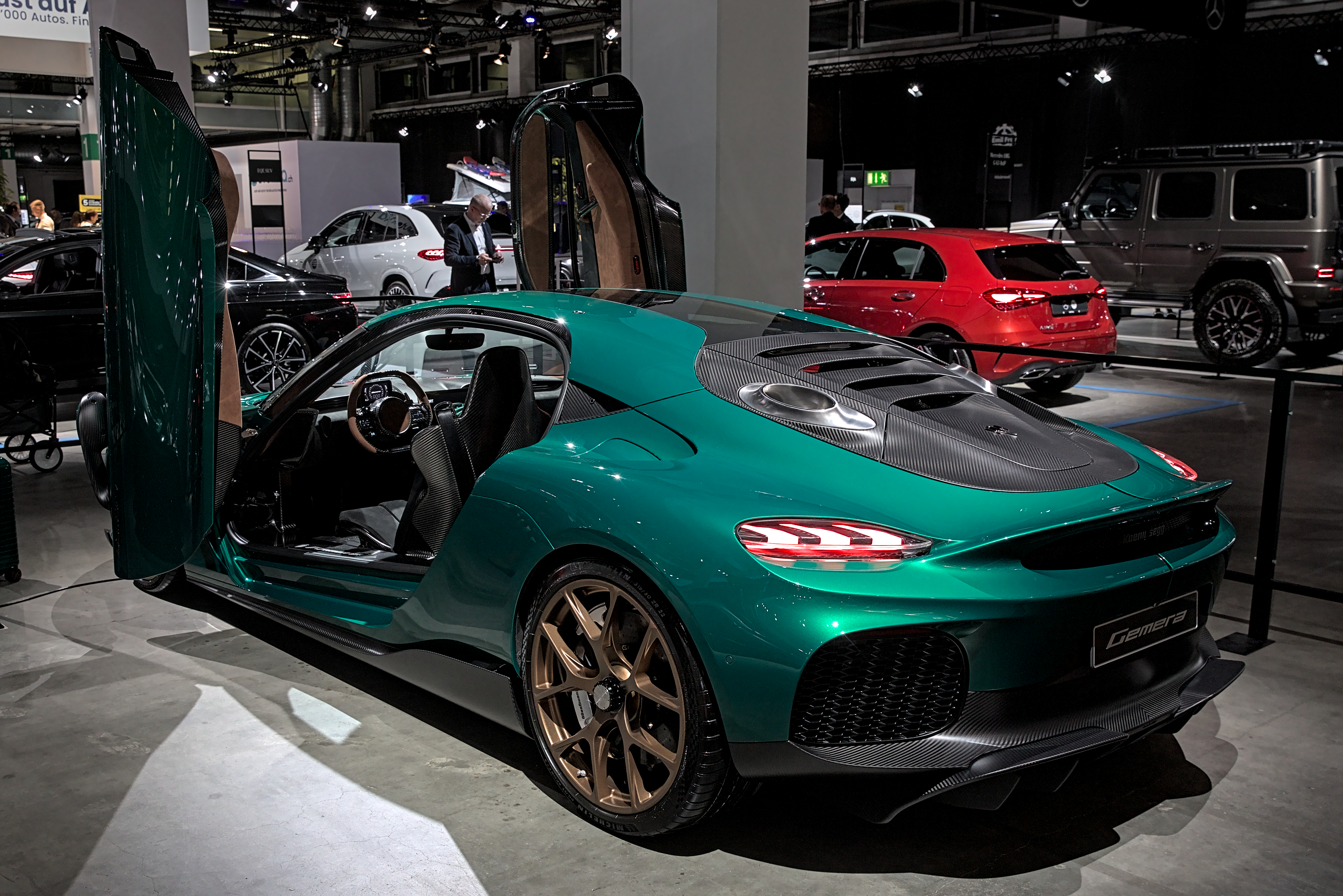
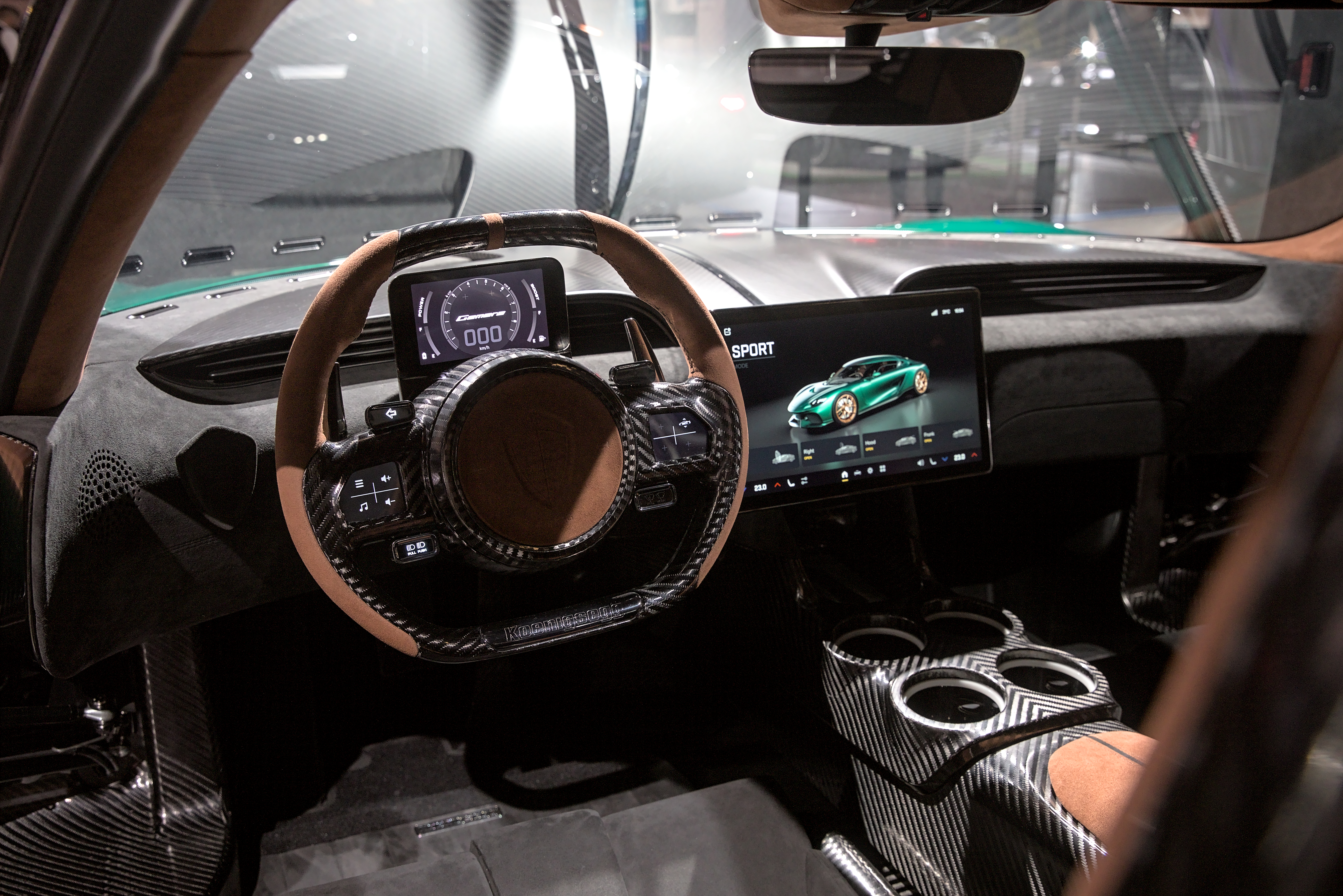
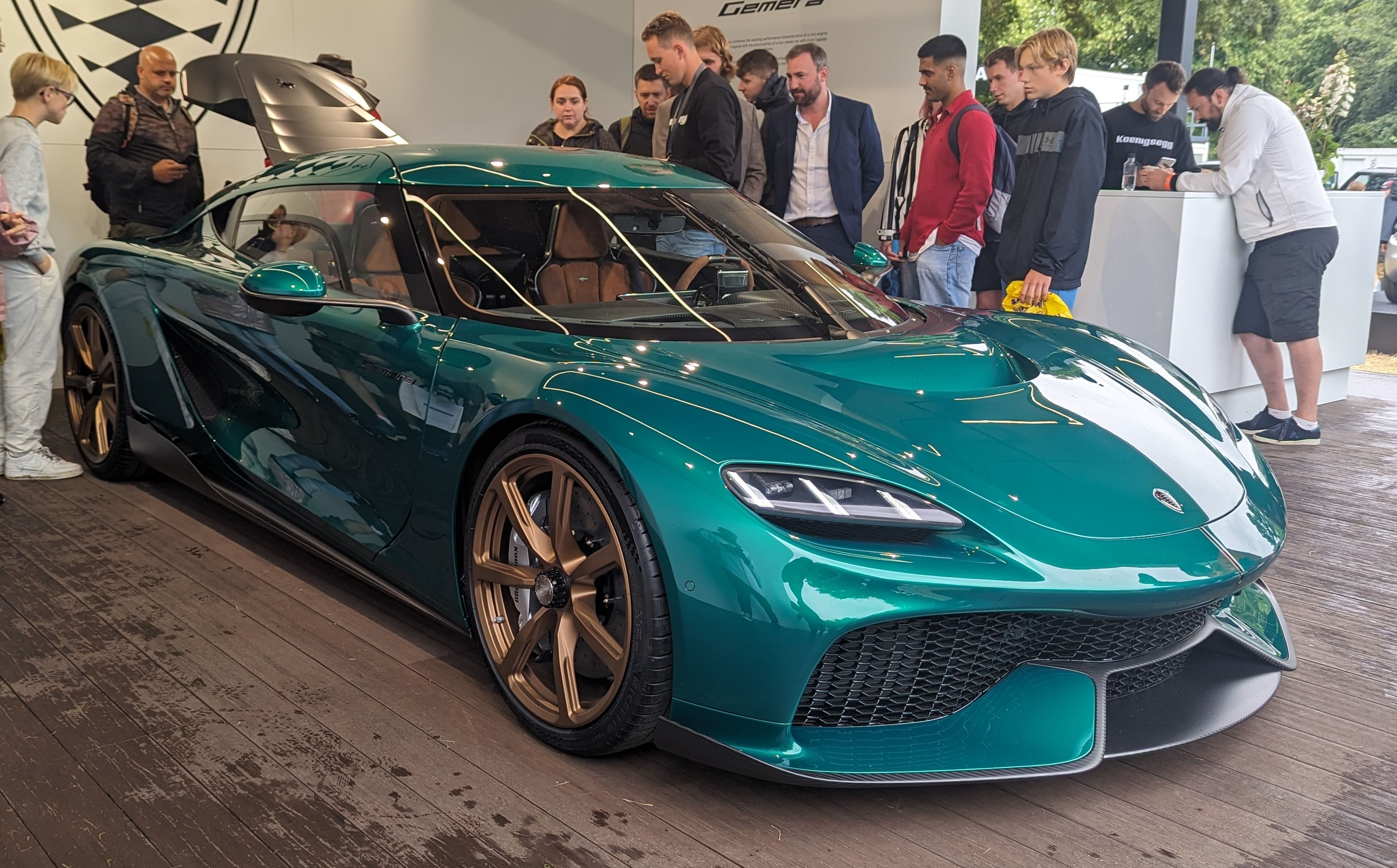
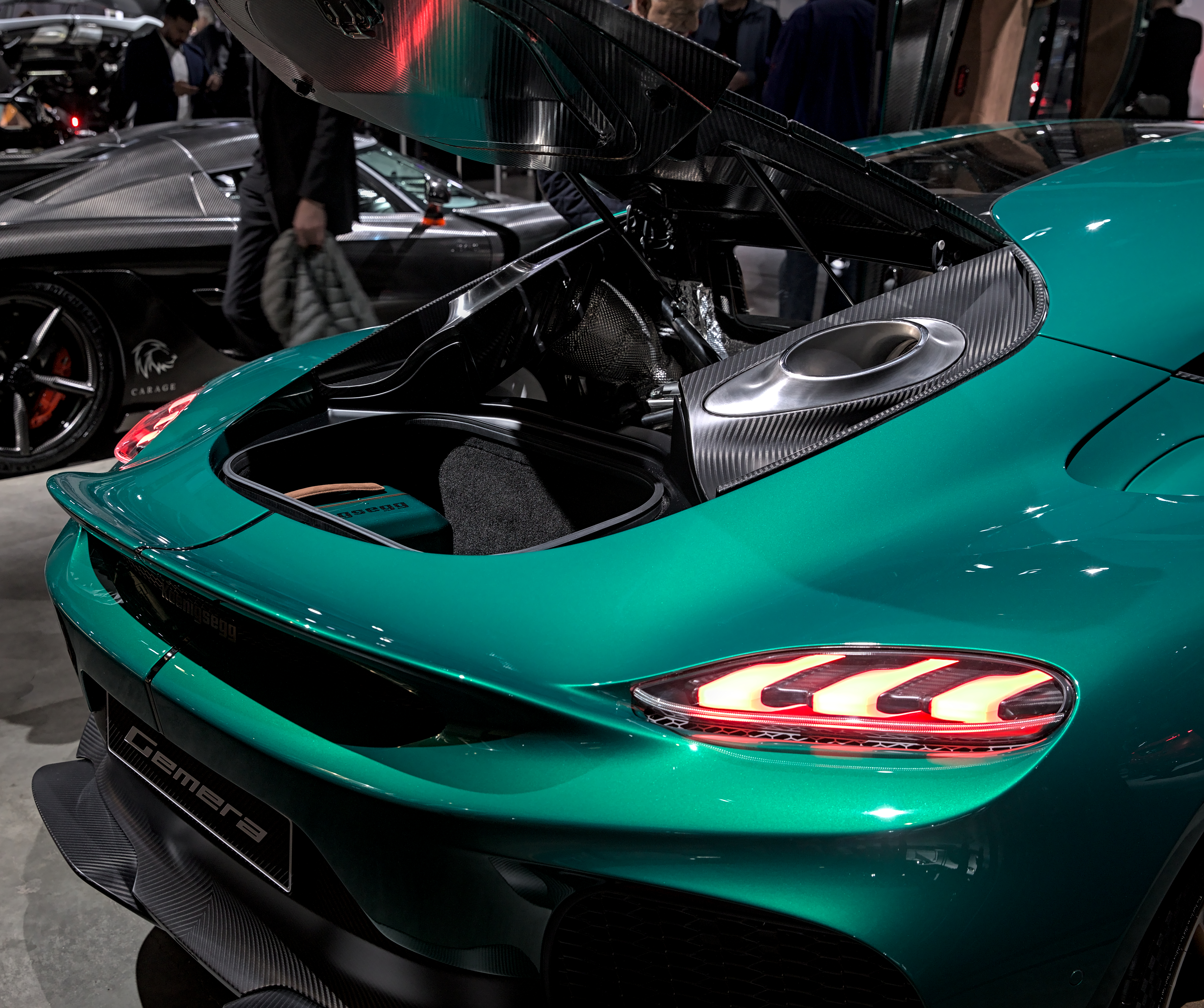
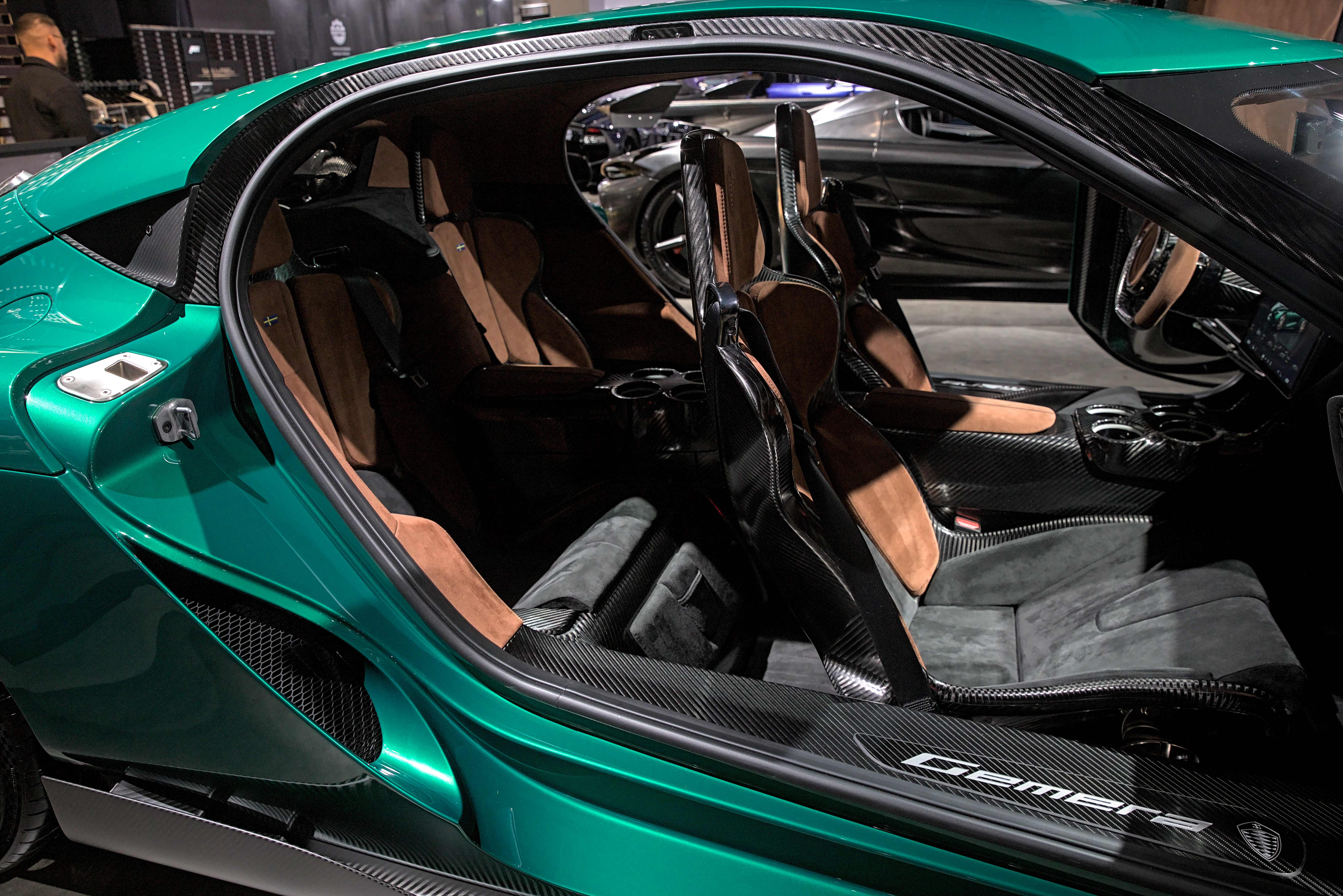